# Cris MJ

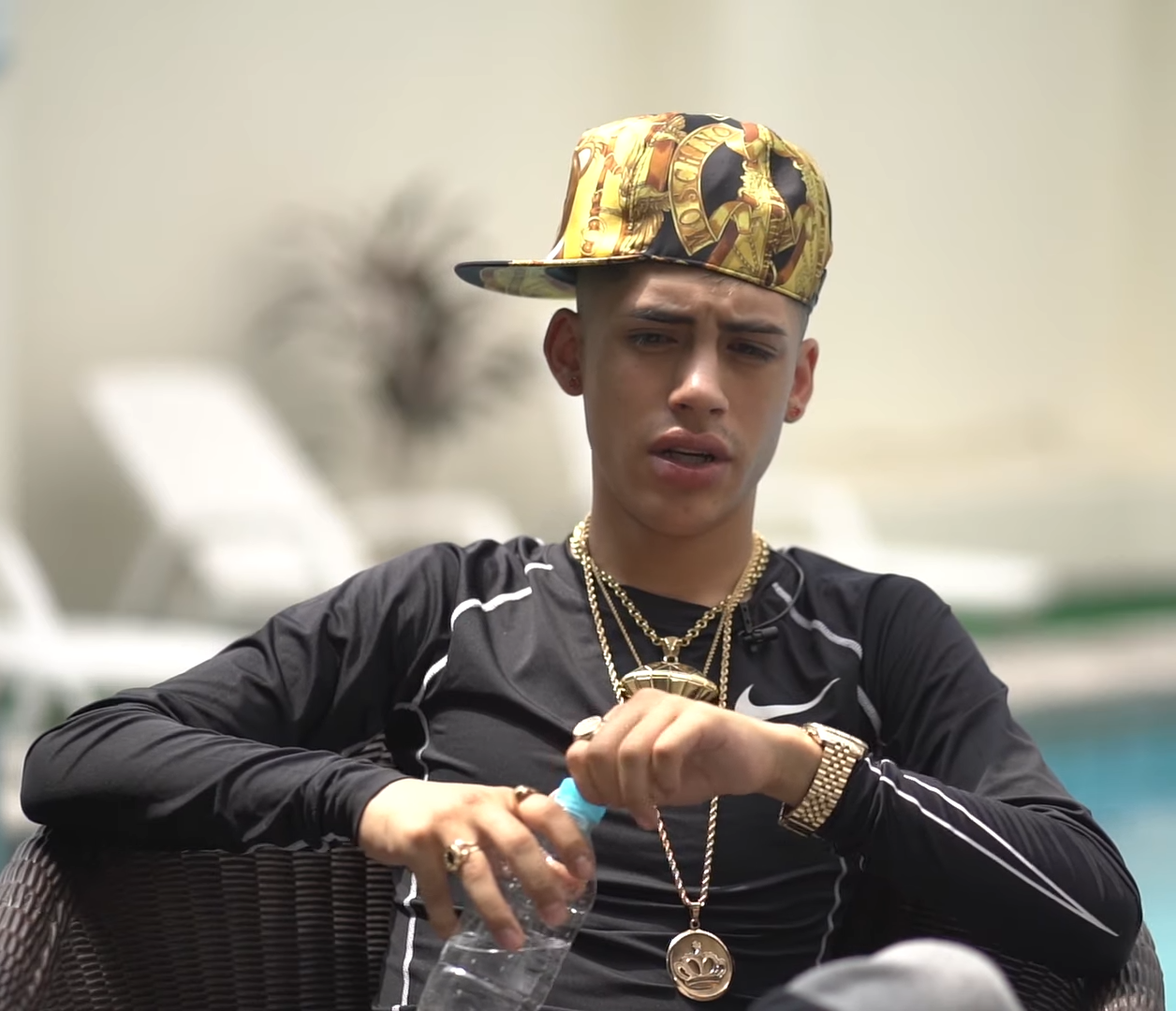
Cris MJ (2022)

Cris MJ (* 16. September 2001 in La Serena; eigentlich Christopher Andrés Álvarez García) ist ein chilenischer Reggaeton-Sänger.

## Leben
Álvarez wurde in La Serena geboren. Seine musikalische Karriere begann 2021 mit diversen Singleveröffentlichungen und Kollaborationen aus der Urban-Music-Szene seines Heimatlandes. Erstmals außerhalb von Chile populär wurde er mit dem Song Una noche en Medellín, der über TikTok populär wurde und die Charts in verschiedenen Ländern erreichte. In Spanien und den Vereinigten Staaten erreichte er Mehrfach-Platin.
Es folgten weitere Singles. International erfolgreich wurde außerdem die Single Gata Only mit FloyyMenor, die ein Tophit wurde und in Frankreich und der Schweiz Platz 1 der Charts erreichte.

## Diskografie

### Alben
| Jahr | Titel       | Höchstplatzierung, Gesamtwochen, AuszeichnungChartplatzierungen (Jahr, Titel, Platzierungen, Wochen, Auszeichnungen, Anmerkungen) | Höchstplatzierung, Gesamtwochen, AuszeichnungChartplatzierungen (Jahr, Titel, Platzierungen, Wochen, Auszeichnungen, Anmerkungen) | Höchstplatzierung, Gesamtwochen, AuszeichnungChartplatzierungen (Jahr, Titel, Platzierungen, Wochen, Auszeichnungen, Anmerkungen) | Höchstplatzierung, Gesamtwochen, AuszeichnungChartplatzierungen (Jahr, Titel, Platzierungen, Wochen, Auszeichnungen, Anmerkungen) | Höchstplatzierung, Gesamtwochen, AuszeichnungChartplatzierungen (Jahr, Titel, Platzierungen, Wochen, Auszeichnungen, Anmerkungen) | Höchstplatzierung, Gesamtwochen, AuszeichnungChartplatzierungen (Jahr, Titel, Platzierungen, Wochen, Auszeichnungen, Anmerkungen) | Anmerkungen                         |
| Jahr | Titel       | DE | AT | CH | UK | US | ES | Anmerkungen                         |
| ---- | ----------- | --- | --- | --- | --- | --- | --- | ----------------------------------- |
| 2025 | Apocalipsis | — | — | — | — | — | ES63 (… Wo.)ES | Erstveröffentlichung: 27. Juni 2025 |

### Singles
| Jahr | Titel Album                                                       | Höchstplatzierung, Gesamtwochen, AuszeichnungChartplatzierungen (Jahr, Titel, Album, Platzierungen, Wochen, Auszeichnungen, Anmerkungen) | Höchstplatzierung, Gesamtwochen, AuszeichnungChartplatzierungen (Jahr, Titel, Album, Platzierungen, Wochen, Auszeichnungen, Anmerkungen) | Höchstplatzierung, Gesamtwochen, AuszeichnungChartplatzierungen (Jahr, Titel, Album, Platzierungen, Wochen, Auszeichnungen, Anmerkungen) | Höchstplatzierung, Gesamtwochen, AuszeichnungChartplatzierungen (Jahr, Titel, Album, Platzierungen, Wochen, Auszeichnungen, Anmerkungen) | Höchstplatzierung, Gesamtwochen, AuszeichnungChartplatzierungen (Jahr, Titel, Album, Platzierungen, Wochen, Auszeichnungen, Anmerkungen) | Höchstplatzierung, Gesamtwochen, AuszeichnungChartplatzierungen (Jahr, Titel, Album, Platzierungen, Wochen, Auszeichnungen, Anmerkungen) | Anmerkungen                                                                                 |
| Jahr | Titel Album                                                       | DE | AT | CH | UK | US | ES | Anmerkungen                                                                                 |
| --- | ----------------------------------------------------------------- | --- | --- | --- | --- | --- | --- | ------------------------------------------------------------------------------------------- |
| 2022 | Una noche en Medellín –                                           | — | — | — | — | US— ×4Vierfachplatin (Latin)US | ES2 ×4Vierfachplatin · (42 Wo.)ES | Erstveröffentlichung: 21. Januar 2022                                                       |
| 2022 | Marisola (Remix) –                                                | — | — | — | — | — | ES20 ×2Doppelplatin · (19 Wo.)ES | Erstveröffentlichung: 15. Dezember 2022 mit Standly, Stars Music Chile, Nicki Nicole & Duki |
| 2023 | Diabólica Partyson                                                | — | — | — | — | — | ES21 ×2Doppelplatin · (26 Wo.)ES | Erstveröffentlichung: 8. November 2023 mit Dei V                                            |
| 2024 | Gata Only El comienzo                                             | DE17 (31 Wo.)DE | AT6 (31 Wo.)AT | CH1 (… Wo.)CH | UK58 Silber · (17 Wo.)UK | US27 ×3×5Dreifachplatin + Fünffachdiamant (Latin) · (26 Wo.)US                                                                           | ES3 ×5Fünffachplatin · (53 Wo.)ES | Erstveröffentlichung: 2. Februar 2024 FloyyMenor feat. Cris MJ                              |
| 2024 | Si no es contigo –                                                | — | — | — | — | US46 (3 Wo.)US | ES31 Platin · (19 Wo.)ES | Erstveröffentlichung: 23. Mai 2024                                                          |
| 2024 | Después de la 1 –                                                 | — | — | — | — | — | ES14 Platin · (12 Wo.)ES | Erstveröffentlichung: 12. September 2024 mit FloyyMenor & Louki                             |
| 2024 | Si no es contigo (Remix) –                                        | — | — | — | — | — | ES63 (2 Wo.)ES | Erstveröffentlichung: 17. Oktober 2024 mit Kali Uchis & Jhayco                              |
| Folgende Lieder erschienen nicht als Single, wurden aber durch das Album zum Download und Streaming bereitgestellt und konnten somit eine Platzierung erlangen: |                                                                   | | | | | | |                                                                                             |
| |                                                                   | | | | | | |                                                                                             |
| 2023 | Una noche en Medellín (Remix) Mañana será bonito (Bichota Season) | — | — | — | — | US68 ×7Siebenfachplatin · (1 Wo.)US | ES62 Platin · (2 Wo.)ES | Karol G, Cris MJ & Ryan Castro                                                              |
| 2024 | Rapido Quién es Dei V?                                            | — | — | — | — | — | ES11 ×2Doppelplatin · (29 Wo.)ES | Dei V feat. Cris MJ                                                                         |
| 2025 | El Reggaetón del Disco Don Kbrn                                   | — | — | — | — | — | ES20 (2 Wo.)ES | Eladio Carrión feat. Cris MJ                                                                |
| 2025 | Vamo a bailotear Apocalipsis                                      | — | — | — | — | — | ES72 (3 Wo.)ES |                                                                                             |

Singles
- 2021: Los malvekes (mit Marcianeke & Simón la Letra)
- 2022: Dime tú (mit Pailita)
- 2022: Como te va
- 2022: Me arrepentí (mit Ak4:20 & Pailita)
- 2022: Marisola (mit Standly and Stars Music Chile)
- 2022: Lokotron (Harry Nach, Cris Mj & Pablo Chill-E feat. Polimá Westcoast, Aqua VS & Tom fomt)
- 2023: Llamame bebe (mit Pailita & Young Cister)
- 2023: Mi facha
- 2023: Se te hace tarde
- 2023: Salió de noche (mit Ak4:20)
- 2023: Su altura
- 2023: Adictivo (mit Kali BRL & Nes)
- 2023: Cómo tú estás (mit Benji la Maldita Escritura de Oro)
- 2023: Ando buscando
- 2023: Cris MJ | DJ Tao Turreo Sessions #20 (mit DJ Tao)
- 2023: La noche está
- 2023: 333 (mit Yan Block)
- 2023: Maulame
- 2023: Partyson
- 2023: Abriendo puertas
- 2023: Mala (mit Pablo Chill-E)
- 2023: Mia na’ más (mit Luar la L)
- 2023: Nos conviene más (mit Hades66)
- 2023: Loca farandulera (mit Jere Klein)
- 2023: + Paca más elástico (mit Nes)
- 2023: No ando weando
- 2023: 3 + 1 (mit Nes)
- 2024: Daytona
- 2024: Que hay amor
- 2024: Que brille sola mami
- 2024: Tuss (mit Bryant Myers, ES: Gold)
- 2024: No Ponga Excusas (ES: Gold)

## Auszeichnungen für Musikverkäufe
| Goldene Schallplatte - Dänemark - 2025: für die Single Gata Only - Italien - 2024: für die Single Si no es contigo Platin-Schallplatte - Belgien - 2024: für die Single Gata Only - Chile - 2023: für die Single Lokotron 2× Platin-Schallplatte - Griechenland - 2024: für die Single Gata Only - Italien - 2024: für die Single Una noche en Medellín | 3× Platin-Schallplatte - Italien - 2024: für die Single Gata Only Diamantene Schallplatte - Frankreich - 2024: für die Single Gata Only |

Anmerkung: Auszeichnungen in Ländern aus den Charttabellen bzw. Chartboxen sind in ebendiesen zu finden.
| Land/RegionAuszeichnungen für Musikverkäufe (Land/Region, Auszeichnungen, Verkäufe, Quellen) | Silber  | Gold     | Platin       | Diamant     | Verkäufe  | Quellen             |
| -------------------------------------------------------------------------------------------- | ------- | -------- | ------------ | ----------- | --------- | ------------------- |
| Belgien (BRMA)                                                                               | —       | —        | Platin1      | —           | 40.000    | ultratop.be         |
| Chile (IFPI)                                                                                 | —       | —        | Platin1      | —           | 200.000   | profovi.cl          |
| Dänemark (IFPI)                                                                              | —       | Gold1    | —            | —           | 45.000    | ifpi.dk             |
| Frankreich (SNEP)                                                                            | —       | —        | —            | Diamant1    | 333.333   | snepmusique.com     |
| Griechenland (IFPI)                                                                          | —       | —        | 2× Platin2   | —           | 40.000    | Einzelnachweise     |
| Italien (FIMI)                                                                               | —       | Gold1    | 5× Platin5   | —           | 550.000   | fimi.it             |
| Spanien (Promusicae)                                                                         | —       | 2× Gold2 | 18× Platin18 | —           | 1.140.000 | elportaldemusica.es |
| Vereinigte Staaten (RIAA)                                                                    | —       | —        | 14× Platin14 | 5× Diamant5 | 3.660.000 | riaa.com            |
| Vereinigtes Königreich (BPI)                                                                 | Silber1 | —        | —            | —           | 200.000   | bpi.co.uk           |
| Insgesamt                                                                                    | Silber1 | 4× Gold4 | 41× Platin41 | 6× Diamant6 |           |                     |